# Oteșani
Oteșani es una comuna ubicada en el distrito Vâlcea, Rumania.

## Superficie
Posee una superficie de 34,18 kilómetros cuadrados.

## Demografía
Hasta 2021 la población era de 2275 habitantes, con una densidad de población de 66,56 habitantes por kilómetro cuadrado.